# NGC 5961
NGC 5961 é uma galáxia espiral (Sb) localizada na direcção da constelação de Corona Borealis. Possui uma declinação de +30° 51' 51" e uma ascensão recta de 15 horas, 35 minutos e 16,2 segundos.
A galáxia NGC 5961 foi descoberta em 8 de Junho de 1880 por Édouard Jean-Marie Stephan.